# Бар (герцогство)

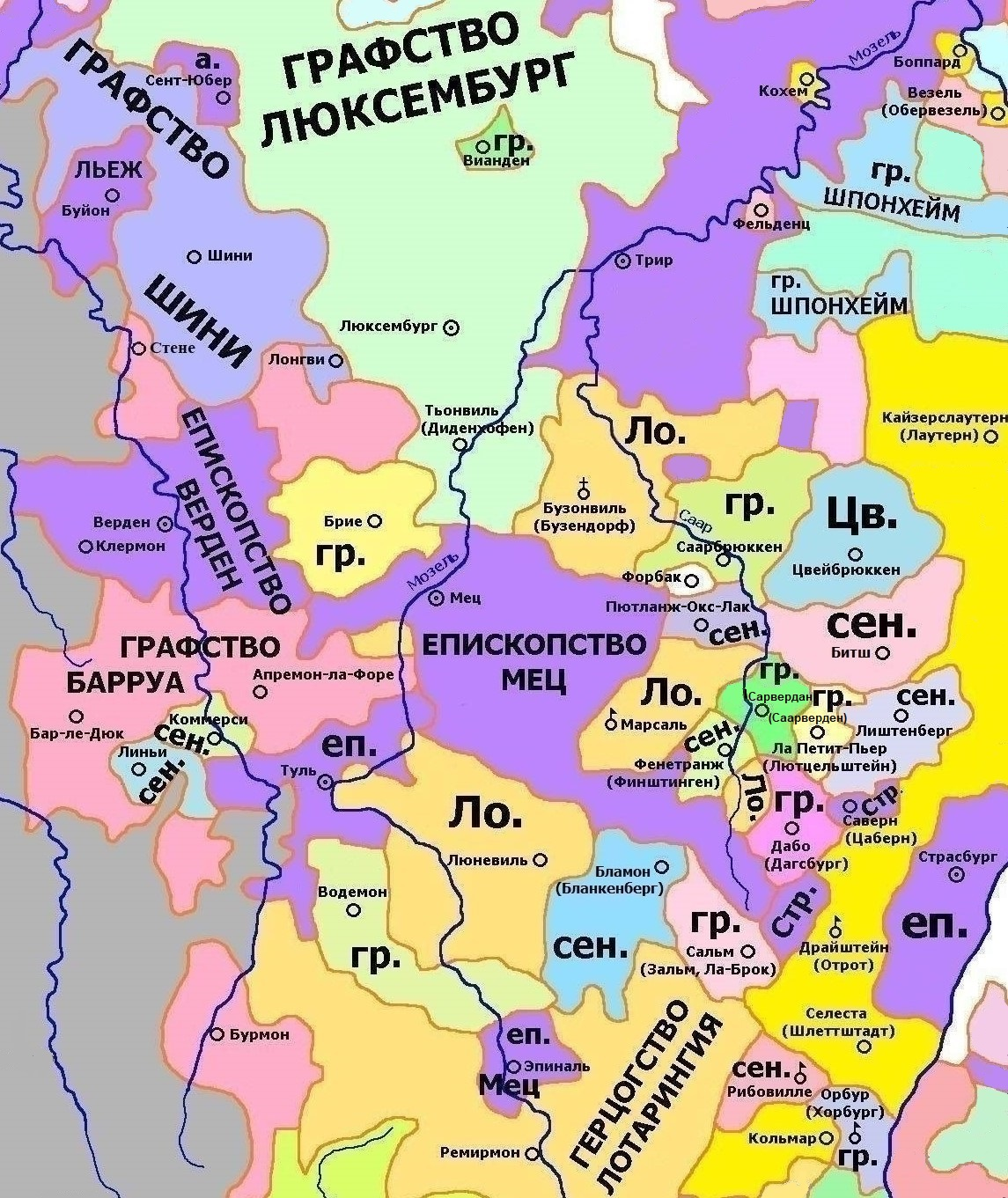
Графство Бар (Барруа) в 1250 году

Бар (фр. Barrum Ducis, Bar-le-Duc, le Barrois, лат. Barrum Ducis) — графство, а с 1355 года — герцогство во Франции, расположенное по обе стороны Мёза. Резиденцией герцога служил город Бар-ле-Дюк. Графство было вассалом Священной Римской империи, а затем Франции (в западной части графства). Герцогство Бар составляло западную часть Верхней Лотарингии и в 925—1302 годах принадлежало Германии. Но в 1302 году два округа, Бар-ле-Дюк (Pagus Barrensis) и Бассиньи, признали за собой полную зависимость от Франции.

## История
В 951 году Фридрих был помолвлен с Беатрис, дочерью Гуго Великого, герцога Франции и Гедвиги Саксонской, сестры короля Восточно-Франкского королевства Оттона I. Брак состоялся в 954 году. Этот брак принёс Фридриху в качестве приданого владения аббатства Сен-Дени в Лотарингии, в том числе и аббатство Сен-Мийель. В попытке создать собственные владения Фридрих обменял епископу Туля некоторые владения, благодаря чему у него в руках оказалось графство Бар. Впоследствии Фридрих был назначен Оттоном герцогом Верхней Лотарингии. Его потомки в дальнейшем правили графством.
В 1026 году умер Тьерри I, внук Фридриха I, а в 1033 году скончался его бездетный сын Фридрих III, правнук Фридриха I. Двух его сестер, Софию и Беатрис взяла под опеку их тетка Гизела Швабская. София унаследовала графство Бар, а Верхняя Лотарингия была передана мужем Гизелы, императором Конрадом II, герцогу Нижней Лотарингии Гозело (Гоцело) I. Таким образом, Лотарингия была вновь объединена в единое герцогство, а Бар выделился в отдельное графство.
Из наследства брата София получила аббатство Сен-Мийель и зависимые от него замки Бар-лё-Дюк, Аманс и Муссон и южную часть исконных земель её рода. Она вступила во владение своими землями, когда в 1038 году вышла замуж за Людовика де Скарпона, графа Монбельяра. Около 1073 года муж Софии скончался, и Монбельяр перешёл к их старшему сыну Тьерри. После смерти Софии в руках Тьерри оказался и Бар.

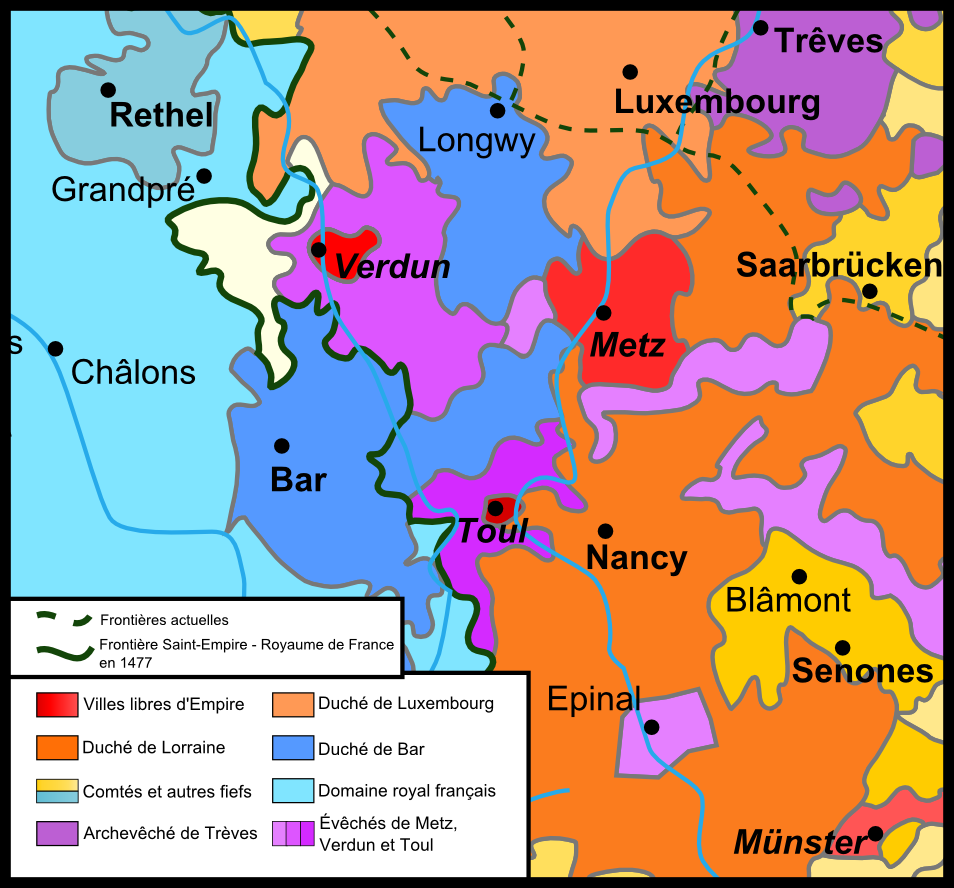
Герцогство Бар В 15 в. (синим цветом)

13 марта 1354 года маленькая сеньория Муссон, всегда зависимая от Бара, была преобразована в маркграфство Пон-а-Муссон. Это вызвало несоответствие в титулах графа Бара Роберта, так как на первом месте стоял титул маркграфа, хотя главенствующие земли в его владениях располагались вокруг Бар-ле-Дюка. Для того, чтобы устранить это недоразумение, император Карл IV возвел Бар вместе с Люксембургом в статус герцогства.
В 1401 году Роберт составил завещание в пользу своего третьего сына Эдуарда, предоставив ему узуфрукт в виде герцогства. С этим не согласился его внук Роберт де Марль, и в 1406 году состоялся процесс в парламенте Парижа, который завершился неудачно для него в 1409 году — Роберт получил компенсацию в 1413 году в виде титулов графа де Марль и (как наследник своей матери) графа де Суассон, но герцогства он так и не смог добиться. Его дядя Эдуард выиграл процесс в 1411 году и получил Бар в виде узуфрукта. Четыре года спустя Роберт де Марль, герцог Эдуард и его младший брат Жан де Пюизе погибли в битве при Азенкуре.
С самого начала своего правления в Баре Людовик начал искать союза и мира с герцогом Лотарингии Рене Добрым. На протяжении нескольких веков графы Бара и герцоги Лотарингии конфликтовали между собой. В результате переговоров 13 августа 1419 года был заключен договор, а в 1420 году состоялся брак между его внучатым племянником Рене Добрым и Изабеллой, дочерью и наследницей герцога Лотарингии Карла II. Им Людовик завещал герцогство Бар. После смерти Людовика в 1431 году его зять Рене присоединил Бар к Лотарингии. Несмотря на объединение герцогств под одним правителем, Бар частично сохранил свою независимость от Лотарингии, так как последующие правители именовались «герцогами Лотарингии и Бара».
После смерти Лещинского в 1766 году оба герцогства перешли к короне. Принадлежавшие к герцогству Бар земли образовали затем большую часть французских департаментов Мёз и Мёрт и Мозель.